# Steven Langnas
Steven E. Langnas (* 19. Mai 1956 in Philadelphia) ist ein amerikanisch-schweizerischer Rabbiner.
Langnas besuchte in Philadelphia die Highschool und studierte anschließend an der Yeshiva University in New York und in Jerusalem, wo er seine Schweizer Frau kennenlernte. 
Von 1990 bis 1998 war Langnas als Lehrer, Assistenz-Rabbiner und zweiter Kantor in der Israelitischen Gemeinde Basel tätig. Von 1. Juli 1998 bis 2011 war er als Nachfolger von Yitshak Ehrenberg Gemeinderabbiner der Israelitischen Kultusgemeinde München. Zudem war Langnas Mitglied im Ständigen Ausschuss der Europäischen Rabbinerkonferenz.
Langnas ist verheiratet und hat drei Kinder. Nach seiner Tätigkeit als Gemeinderabbiner kümmert er sich um die Seelsorge im Saul-Eisenberg-Seniorenheim der Israelitischen Kultusgemeinde. Zudem ist er Lehrbeauftragter am Lehrstuhl für Religionspädagogik der Katholisch-Theologischen Fakultät der Ludwig-Maximilians-Universität München. 2018 wurde er für seine Initiative Münchner Lehrhaus der Religionen mit dem Manfred-Görg-Preis ausgezeichnet.